# Ale Bavo
Ale Bavo, nome completo Alessandro Bavo (Torino, 13 settembre 1974), è un musicista, produttore discografico e compositore italiano.

## Biografia
Collabora in studio di registrazione con le principali realtà della musica italiana (Mina, Subsonica, Velvet, Cristina Donà, Linea 77, Levante, Virginiana Miller) e con i nuovi nomi del panorama indipendente.
Scrive musica per cinema e teatro, si occupa di sonorizzazioni e musica d'ambiente.
Nel 2017 prende parte come tastierista e arrangiatore al tour di Samuel, Il codice della bellezza Tour.
Nel 2019 è il producer della categoria gruppi durante la tredicesima edizione di X Factor.
Nel 2021 insieme a FiloQ e Raffaele Rebaudengo crea il progetto di musica sperimentale Stellare. 
È uno dei fondatori del collettivo drum and bass LNRipley.
È stato ideatore e fondatore della band elettropop Sushi (dal 1997 al 2004) e del gruppo alternative rock Petrol (dal 2005 al 2007).

## Discografia

### Produttore, autore, mix engineer
- 2003: Cristina Donà, Triathlon (Casasonica Remix)
- 2004: Subsonica, Terrestre
- 2004: Modena City Ramblers, ¡Viva la vida, muera la muerte!
- 2005: Diaframma, Effetto Notte (dall'album Passato, presente)
- 2006: Subsonica, Terrestre live e varie altre disfunzioni
- 2006: Assalti Frontali, Mi sa che stanotte...
- 2006: The Hormonauts, My Sharona (dall'album Hormonized)
- 2007: Subsonica, L'eclissi
- 2008: Velvet, Nella lista delle cattive abitudini
- 2008: Gatto Ciliegia contro il Grande Freddo, Disconoir
- 2008: Assalti Frontali, Un'intesa perfetta
- 2010: Mina, Solo se sai rispondere (dall'album Caramella)
- 2010: Velvet, Le cose cambiano
- 2010: Virginiana Miller, Il primo lunedì del mondo
- 2013: Linea 77, La speranza è una trappola (Part 1)
- 2013: Virginiana Miller, Venga il regno (Targa Tenco 2014[9], David Donatello 2013[10], Miglior Gruppo PIMI 2014[11])
- 2014: Levante, Senza Zucchero (dall'album Manuale Distruzione)
- 2014: Victor Kwality, I'm a Renegade EP (Soundtrack of the Jeep Renegade Ads)[12]
- 2015: Bianco, Guardare Per Aria[13]
- 2015: Levante, Abbi cura di te[14][15]
- 2016: Punkreas, Il lato ruvido[16][17]
- 2017: Francesco Taskayali, Wayfaring[18]
- 2017: Salvario, Duemila Canzonette (Premio Bertoli Nuovi Cantautori[19])
- 2017: The Sweet Life Society, Brutti e Cattivi Original Soundtrack
- 2018: Mudimbi, Michel[20] (Sanremo 2018, terzo classificato Nuove Proposte[21], Premio Assomusica 2018[22])
- 2018: Samuel e Alessandro Mannarino, Ultra Pharum[23]
- 2018: Samuel, Dove scappi Una vita spericolata Original Soundtrack
- 2018: Lo Straniero, Quartiere Italiano (Premio Musicultura Tour Nuovo Imaie)[24]
- 2019: Niccolò Fabi, A prescindere da me (dall'album Tradizione e tradimento)
- 2019: Il sindaco - Italian Politics for Dummies, Original Soundtrack
- 2019: Francesco Taskayali, Homecoming[25]
- 2019: Virginiana Miller, The Unreal McCoy[26]
- 2020: Samuel, Il Codice della Bellezza - Live con Orchestra
- 2020: Samuel, Tra un anno
- 2020: Subsonica, Mentale strumentale
- 2020: Booda, Elefante, secondo classificato della tredicesima edizione di X_Factor_(Italia)
- 2021: Maurizio Carucci, Fauno[27]
- 2021: Napoleone, Lacrime a Mare
- 2021: Bob Rocket, Encelado,  con Amedeo Balbi[28]
- 2021: Samuel, Brigata bianca[29]
- 2021: Fusaro, Di quel che c'è non manca niente[30]
- 2022: Anna Carol, Pioggia
- 2022: Stellare, Wave[31]
- 2022: Fusaro, Buongiorno (per tutto il giorno)
- 2023: Samuel, La cena del Tempo (album e podcast)[32]
- 2023: Napoleone, Il giardino di Maddalena, con Kaze
- 2023: Liede, Testacoda[33]

### Altro
- 2004: HALO con Cristina Ariagno per Pressioni, sculture di Nino Ventura[34]
- 2008 : Argento Vivo, Compagnia Tékhné Teatro
- 2009: Franco Garelli, Compagnia Teatro Sperimentale Ivaldi Mercuriati – Progetto Zoran
- 2009: Cosmonauta (film) OST (Mostra Cinema di Venezia 2009[35])
- 2010: Discobarocco 2010, di Davide Livermore in Via Stellae, III Festival de Mùsica de Compostela
- 2011: Discobarocco 2011, di Davide Livermore in Via Stellae, IV Festival de Mùsica de Compostela[36]
- 2012: Audrey's dance, per Twin Peaks Reloaded (SKY Horror Channel)[37]
- 2020: La Forza Nascosta, Musiche Originali per lo spettacolo teatrale di Gabriella Bordin, con Elena Ruzza e Fé Avouglan[38]

#### LNRipley
- 2007: LNRipley
- 2009: Packages
- 2009: Apollo Ep
- 2012: Trap Ep
- 2012: Bluroom Box 1
- 2014: Where Do You Go (feat. Trei)
- 2014: The Getaway

#### Petrol
- 2006: Dal fondo

#### Sushi
- 1999: Un leggerissimo disturbo da panico
- 2002: Un mondo terribilmente volgare
- 2004: Sushi vs. Madaski, DDT